# Góry Ujuckie
Góry Ujuckie (ros.: Уюкский хребет, Ujukskij chriebiet) – pasmo górskie we wschodniej Tuwie, w Rosji, pomiędzy doliną rzeki Ujuk na północy a Jenisejem na południu, rozciągające się na długości ok. 120 km. Najwyższy szczyt, Bura, osiąga 2311 m n.p.m. Pasmo zbudowane z łupków, piaskowców, zlepieńców i skał wulkanicznych. Zbocza porozcinane głębokimi dolinami. Stoki północne pokryte lasostepem, w wyższych partiach występują lasy modrzewiowe, które przechodzą w tajgę modrzewiowo-sosnową. Na zboczach południowych dominuje roślinność stepowa.